# Conicera spinifera
Conicera spinifera är en tvåvingeart som beskrevs av Liu 2000. Conicera spinifera ingår i släktet Conicera och familjen puckelflugor.
Artens utbredningsområde är Yunnan (Kina). Inga underarter finns listade i Catalogue of Life.